# Herakles-Amphore

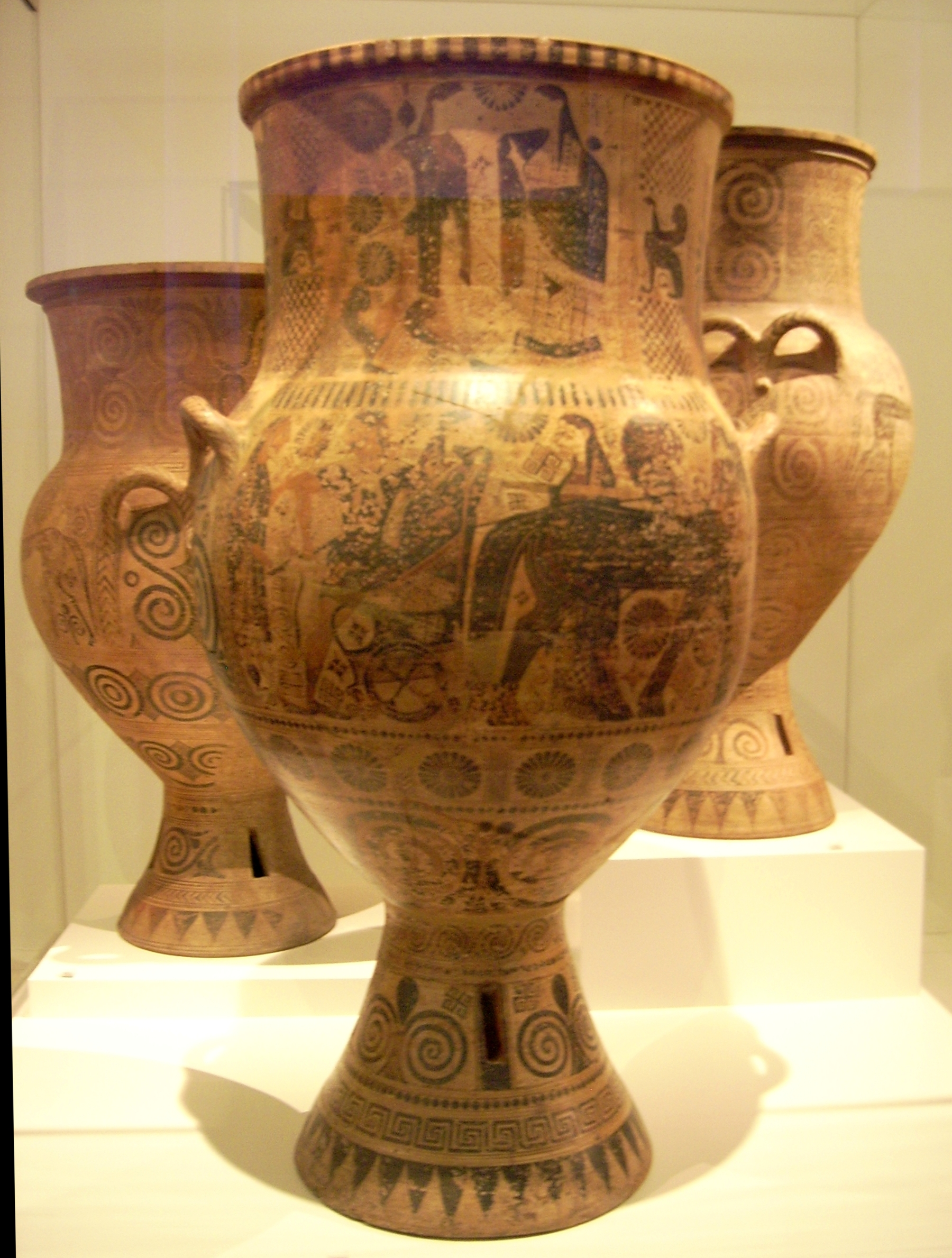
Mitte: Herakles-Amphore, links: Pferde-Amphore, rechtes: Reiter-Amphore in der aktuellen Aufstellung in Athen.

Die Herakles-Amphore ist eine Melische Prunkamphore im Archäologischen Nationalmuseum Athen mit der Inventarnummer 354. Sie ist 102 Zentimeter hoch und wird um das Jahr 620 v. Chr. datiert.
Die Herakles-Amphore gehört zu den jüngeren, schlankeren Exemplaren der Gattung. Sie erhielt ihren Namen nach ihrem Hauptbild, das die Brautfahrt des Herakles zeigt. Das Bild ist nicht mehr wie bei älteren Exemplaren der Gattung aus Konventionsgründen an den Rand gedrückt, sondern nimmt den ganzen Raum ein. Die vier gezeigten Figuren sind harmonisch angeordnet: Oineus verabschiedet sich von dem ihm zugewandten Herakles, der gleichzeitig seinen Streitwagen besteigt. Vor diesem sind zwei Pferde angespannt. Hinter dem Wagen und den Pferden verabschiedet sich Althaia, die halb vom Wagenkasten verdeckt ist. Die Figuren sind isokephalisch ausgerichtet. Details der Kleidung, aber auch Gesichter und andere Details sind fein herausgearbeitet, die Frauengewänder zeigen phrygische Muster. Alle freien Räume sind mit Füllmustern, Rosetten, Volute, Mäander und anderem gefüllt. Auch am Hals wird ein Bild gezeigt: Hermes mit Flügelschuhen und Heroldstab steht einer reich gekleideten Frau gegenüber, vielleicht handelt es sich um die Nymphe Kallisto oder um seine Mutter Maia. Auch hier werden die Freiräume mit Beiwerk gefüllt, auffällig sind die vielen Blattrosetten hinter Hermes. Eingefasst wird das Bild von Schachbrettmustern, die von Sphingenmetopen unterbrochen werden. Die Haut der Frauen wird auf der Amphora in Weiß, die der Männer getönt wiedergegeben. Unter den Henkeln werden Augen gezeigt, somit wirken die Henkel wie Augenbrauen. Die Rückseite ist nur fragmentarisch, die Rückseite des Halses gar nicht erhalten. Zu sehen sind – für melische Prunkamphoren nicht ungewöhnlich – zwei sich gegenüber stehende Pferde.